# Elecciones generales de Bahamas de 1992
Elecciones generales tuvieron lugar en las Bahamas el 19 de agosto de 1992. El Partido Liberal Progresista gobernante ganó solo el 44,7% del voto popular y 16 escaños en la Asamblea. El opositor Movimiento Nacional Libre ganó un 55% del voto popular y 33 de los 49 escaños. La participación electoral fue del 91,1%.

## Resultados
| Partido                     | Votos   | %    | Escaños | +/- |
| --------------------------- | ------- | ---- | ------- | --- |
| Movimiento Nacional Libre   | 61,799  | 55.0 | 33      | +17 |
| Partido Liberal Progresista | 50,258  | 44.7 | 16      | -15 |
| Votos nulos/en blanco       |         | -    | -       | -   |
| Total                       | 112,057 | 100  | 49      | 0   |
| Fuente: Nohlen              |         |      |         |     |